# Гільєрмо Ернандес
Гільєрмо Алехандро Ернандес Санчес (ісп. Guillermo Alejandro Hernández Sánchez, нар. 25 червня 1942, Халіско) — мексиканський футболіст, захисник.
Насамперед відомий виступами за клуби «Атлас» та «Америка», а також національну збірну Мексики.

## Клубна кар'єра
У дорослому футболі дебютував 1963 року виступами за команду «Атлас», в якій провів чотири сезони.
Протягом 1967—1969 років захищав кольори команди клубу «Веракрус».
Своєю грою за останню команду привернув увагу представників тренерського штабу клубу «Америка», до складу якого приєднався 1969 року. Відіграв за команду з Мехіко наступні п'ять сезонів своєї ігрової кар'єри. Вніс вагомий внесок у перемоги в чемпіонаті 1971 року та національному кубку 1974.
Завершив професійну ігрову кар'єру в сезоні 1974/75, у команді «Пуебла».

## Виступи за збірну
У складі олімпійської збірної був учасником Олімпійських ігор 1964 у Токіо.
1966 року дебютував в офіційних матчах у складі збірної Мексики. Протягом кар'єри у національній команді, яка тривала усього вісім років, провів у формі головної команди країни 55 матчів і забив 2 голи.
У складі збірної був учасником двох чемпіонатів світу: 1966 року в Англії та 1970 року у Мексиці.

## Титули і досягнення
- Чемпіон Мексики (1): 1971
- Володар кубка Мексики (1): 1974
- Бронзовий призер Чемпіонату націй КОНКАКАФ: 1973